# Syrrhopodon hornschuchii
Syrrhopodon hornschuchii är en bladmossart som beskrevs av Martius 1840. Syrrhopodon hornschuchii ingår i släktet Syrrhopodon och familjen Calymperaceae. Inga underarter finns listade i Catalogue of Life.